# Корюдзи
Корюдзи (яп. 高龍寺) — храмовый комплекс секты Сото, расположенный в городе Хакодатэ на Хоккайдо. Это самый старый храм в городе Хакодатэ.

## История

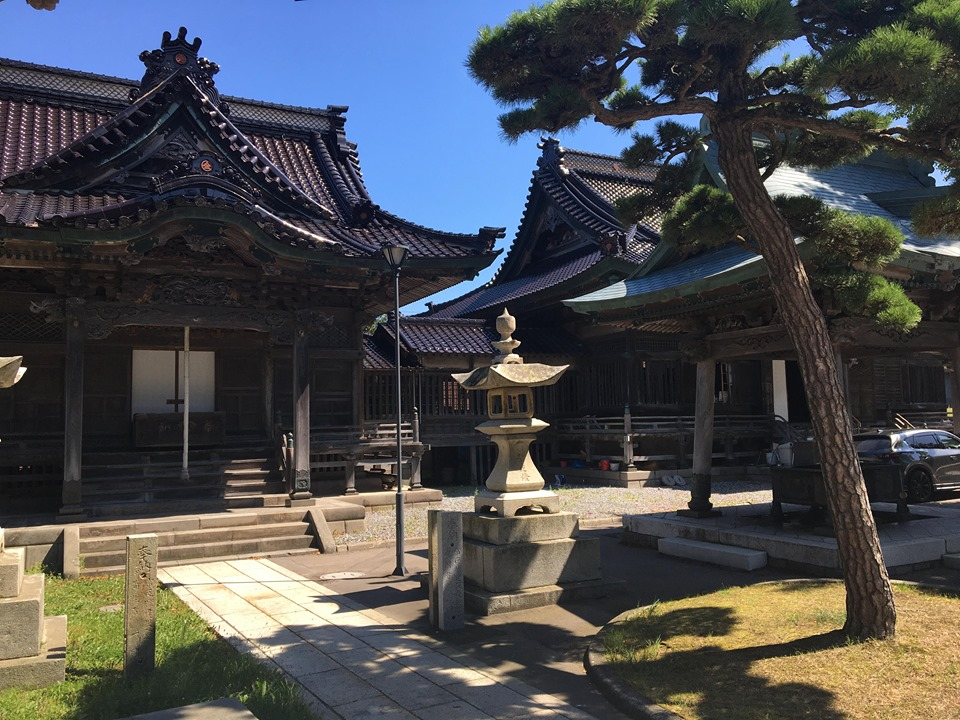
Храмовый комплекс Кокукадзан Корюдзи

Кокукадзан Корюдзи, основанный в 1633 году, является старейшим храмом в городе Хакодатэ. Храмовый комплекс располагается у подножья горы Хакодатэ.
Основные даты:

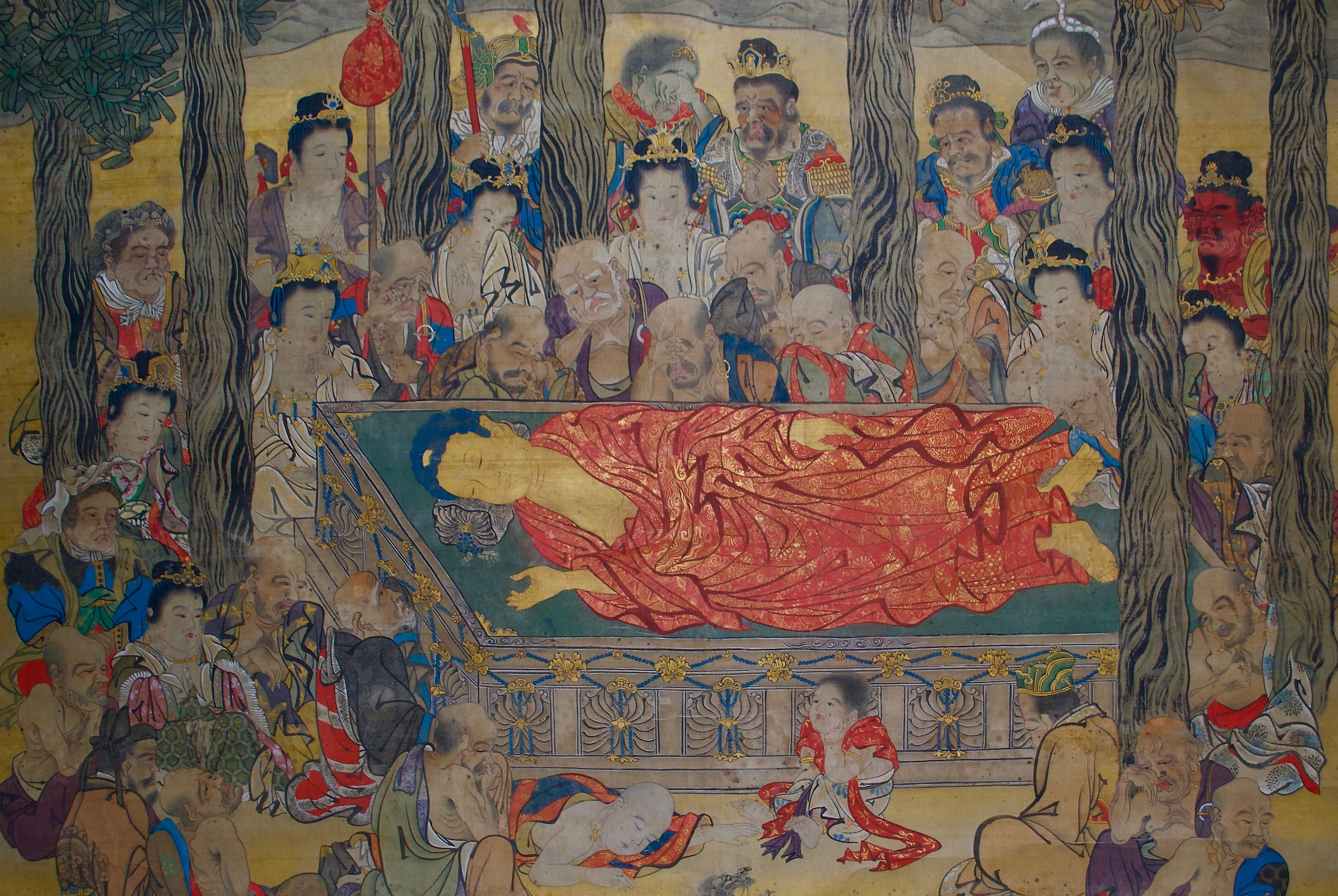
Основной фрагмент картины «Нирвана» в храме Корюдзи (Какидзаки Хакё1812)

- 1633 — основание храма в Камэда служителем храма Мацумаэ-Хонгандзи.
- 1706 — храм перенесён в Кодзакасита.
- 1869 — во время войны в Хакодатэ храм использовался армией сёгуната в качестве госпиталя. Однако во время атаки на Хакодатэ 11 мая 1869 года правительственных войск все раненые, находящиеся в госпитале, были убиты, а военные, вторгшиеся в храм, его подожгли.
- 1879 — храм перемещён на текущее место.
- 1899 — завершено строительство нынешнего главного зала.
- 1911 — завершено строительство главных ворот, которые считаются самыми большими на Хоккайдо.

В 2012 году храмовый комплекс насчитывал в общей сложности 10 строений.
Основные строения храма зарегистрированы как национальные культурные достояния Японии.